# Зарецький Іван Антонович
Іван Антонович Зарецький (13.04. 1857 р., с. Лютенька Гадяцького повіту — пом.14 серпня 1936 р., ст. Кувандик, Казахстан) — археолог, етнограф, земський і громадський діяч, дійсний член ПВАК та ряду наукових товариств Росії, почесний громадянин Полтави (1902 р.).

## Життєпис
Народився в сім'ї заможного козака. Як свідчив М. І. Гавриленко, він не закінчив навіть початкової школи, але самоосвітою досяг широких і ґрунтовних знань, особливо в галузі природознавства. Освоїв мистецтво фотографії, мав талант художника. Той же Микола Гавриленко писав в одній неопублікованій статті, що Зарецький «довгий час здобував собі хліб настройкою роялів».
Вже наприкінці 1880-х років він стає членом
- Московського товариства любителів природознавства, антропології і етнографії (1887) і
- Московського археологічного товариства (1890).

З 1891 р. — співробітник управи Полтавського губернського земства, один із фундаторів губернського Природничо-історичного музею.
Зацікавившись старожитностями, на початку 1880-х рр. за власний рахунок провів серію археологічних розкопок у Поворсклі, досліджував полтавські підземелля.
Як колектор Іван Антонович брав участь у геологічній експедиції професора Гурова, що досліджувала Полтавщину, а також і в експедиції Докучаєва, де він зазнайомився з Володимиром Вернадським, з яким від тих пір підтримував дружній зв'язок. Стараннями Зарецького була придбана орнітологічна колекція генерала Шульговського, перевезено з Лубен відому музейну збірку Катерини Скаржинської.
З 1893 року Іван Зарецький досліджував гончарні промисли Полтавщини, і наступного року губернське земство опублікувало на цю тему 126-сторінкову працю. А в 1901 році за дорученням губернської управи Іван Антонович підготував колекцію кустарних виробів для Всеросійської виставки в Петербурзі і був її куратором. Також і на 2-й Всеросійській виставці в Петербурзі він завідував Полтавським відділом. На знак вдячності за це його було обрано почесним громадянином Полтави. Шануючи знання і досвід Зарецького, Петербурзький етнографічний музей обрав його своїм членом-кореспондентом.
Зацікавлення археологією Зарецький виявив ще наприкінці 1870-х років. Він перший розпочав досліджувати археологічні об'єкти на Полтавщині, зокрема в Середньому та Нижньому Поворсклі. У 1889—1891 роках досліджував пізньосередньовічні підземелля міста Полтави. Остання праця його на Полтавщині — розкопки в урочищі Мечеть на Кобеляччині. Він опублікував наслідки цих розкопок, надрукував також опис Мало-Перещепинського скарбу, відкритого в 1906 році. Комісія, яка оглядала цю знахідку, була здивована тим, що Зарецький одразу прочитав і переклав латинський напис, вибитий на блюді, котре дістало назву «патерна».
Дослідник Зарецький опублікував 13 наукових праць, які одержали високу оцінку, а монографія «Дослідження гончарного промислу Полтавської губернії» з кресленнями і малюнками, що є тепер бібліографічним раритетом, нині є важливим джерелом для керамології Полтавщини. Свої статті Іван Антонович друкував у науковому збірнику «Труды Полтавской ученой архивной комиссии» (1912), а також газетах — «Хуторянинъ» (1898), «Полтавский вестник» (1905). Блискучу рецензію на сторінках журналу «Киевская старина» і 8-го археологічного з'їзду одержала праця «Про значення української літератури для народу і про українську мову».
У 1903 році Іван Антонович організував у Полтаві концерт лірників і бандуристів, в якому взяли участь близько 20 жебраків-лебіїв і був присутній М. Лисенко.
У 1892—1902, 1910—1912 рр. працював у губернському Природничо-історичному музеї; вивчав народні промисли Полтавщини, уфундував зразкову гончарну майстерню в Опішні (1894 р.), заснував у Полтаві порцелянове виробництво. Брав участь у дослідженнях і збереженні всесвітньовідомого Малоперещепинського скарбу 1912 р. та підготовці першої наукової праці про цю пам'ятку.
У 1912 році Зарецький виїхав з Полтави у Воронеж, а звідти в 1915 році перебрався в Оренбург, де й дожив віку. Спершу він працював спеціалістом кустарних промислів краю, потім деякий час завідував фаянсовим заводом, а з 1928 р. став співробітником Оренбурзького музею. Роком раніше він за умовою з Товариством вивчення Казахстану розкопав і описав 20 курганів пізніх кочівників. Працюючи в музеї, Іван Антонович продовжував займатись археологічними розкопками, етнографією, проводив геологічні пошуки. Разом із сином Федором він відкрив поклади вогнетривкої глини і каоліну. В 1935 році його обрано членом-кореспондентом Інституту матеріальної культури.
Помер Іван Зарецький під час археологічних розкопок в Саракташському районі і похований на станції Кувандик Оренбурзької залізниці.
Праці Зарецького не втратили свого значення й нині. Про них йдеться в книзі Ковпаненка «Племена скіфського часу на Ворсклі» (1967). Археологічні збірки вченого «відкрили» так звану Бондарихинську культуру, яка засвідчила міграцію населення з Правобережжя в Поворскля в кінці VIII століття до н. е.
Лихі обставини змусили Зарецького покинути рідний край.
Архів Івана Антоновича Зарецького в 1993 році перевезено з Оренбурга до Полтави, в краєзнавчий музей.

## Праці
- Зарецкий И. А. Гончарный промысел в Полтавской губернии. — Полтава, 1894. — [4], ІІ, 126, ХХІІІ, [1], VI, ІІ с., [7] л. (рос.)
- Зарецкий И. А. Пробная раскопка в ур. Мечеть Кобелякского уезда // Труды Полтавской учёной архивной комиссии. — Полтава, 1912. — Вып. 9-й. — С. 111—120. (рос.)